# Tejuödlor
Tejuödlor (Teiidae) är en familj av kräldjur i underordningen ödlor.
Hittills är omkring 230 arter i 45 släkten kända som lever i södra Nordamerika, Centralamerika och Sydamerika. I andra regioner blev de införda. Kroppslängden ligger mellan åtta och 135 centimeter, och vikten kan hos de större arterna uppgå till 10 kilo. Dessa djur har en lång svans och liksom varaner en kluven tunga. Dessutom har de en sköld på huvudet som inte är sammanvuxen med skallens ben.
Några arter har långa extremiteter och hos andra är armar och ben nästan osynliga. Tejuödlor lever beroende på art i olika habitat. Variationen sträcker sig från fuktiga skogar till öknar.
Anmärkningsvärt är att det hos vissa arter bara finns honor. De lägger obefruktade men livskraftiga ägg genom så kallad partenogenes, och ur dessa uppstår nya honor utan inverkan av någon hanne.
Några arter är specialiserade på vissa byten. Till exempel äter arten kajmanteju (Dracaena guianensis) bara vattensnäckor, och förekommer därför huvudsakligen i vatten. Andra arter lever på marken och livnär sig av mindre däggdjur, småfåglar, andra kräldjur och insekter.

## Släkten
Enligt Catalogue of Life finns 10 släkten i familjen:
- Adercosaurus
- Ameiva
- Callopistes
- Cnemidophorus
- Crocodilurus
- Dicrodon
- Dracaena
- Kentropyx
- Teius
- Tupinambis

The Reptile Database listar ytterligare ett släkte:
- Pholidoscelis